# Султан Ходжа-хан
Султан Ходжа (Хаджи)-хан (1470—1519) — 2-й хівинський хан у 1518—1519 роках.

## Життєпис
Походив з роду Арабшахів, гілки Шибанідів. Син Більбарс Паландж-султана, еміра Янгі-шахару. Про молоді роки обмаль відомостей. 1518 року після смерті стрийка Ільбарс-хана I був оголошений новим володарем. Напевне на той час його батько вжепомер.
Втім бувлише номінально ханом. Фактична влада належалайого стриєчному братові Султан Газі-султану (сину Ільбарс-хана I). Помер Султан Ходжа-хан у 1519 році. Після деяких сутичок новим ханом став Хасанкулі з іншої гілки Арабшахів.